# Рихтер, Кирилл Максимович
Кири́лл Макси́мович Ри́хтер (род. 7 декабря 1989, СССР) — пианист и композитор, представитель российского минимализма.

## Биография
Родился в семье преподавательницы и военнослужащего, русский. Начальное музыкальное образование получил в ДМШ №3 города Наро-Фоминска экстерном, за год овладев игрой на фортепиано и основными музыкальными дисциплинами, окончил с красным дипломом. Поступил в 15 лет. В 16 лет начал сочинять музыку.
Окончил графический факультет филиала института ядерной физики МИФИ, на фрилансе занимался журнальной версткой и разработкой логотипов. Затем учился в Британской высшей школе дизайна на fashion-отделении. После дипломного экзамена понял, что хочет вернуться к занятию музыкой.
В 2016 году, выложив несколько записей своих вальсов на SoundCloud, получил предложение записать альбом вместе со шведским лейблом 1631 Recordings.
В 2017 году состоялся первый знаковый концерт Кирилла Рихтера в Колонном зале Дома Союзов, с которого стремительно началась карьера молодого музыканта. За год он дал десятки концертов, перейдя от сольных фортепианных выступлений к концертам с большими оркестровыми составами. Один из знаменательных концертов — выступление композитора со струнным оркестром в Храме Христа Спасителя.
В 2018 году записал альбом «Jumpman (Original Motion Picture Soundtrack)». В него вошли семь композиций, которые стали саундтреками для драмы Ивана Твердовского «Подбросы/Jumpman».
Композитор стал соавтором танцевального перформанса «The Frames», который был показан в Центральном доме художника в рамках Перекрестного года культуры России и Катара. Выступление артиста балета Сергея Полунина сопровождалось музыкальной композицией «The Song of Distant Earth».
В 2019 году вышел дебютный альбом «Chronos». В поддержку альбома прошел концертный тур по России.
В 2021 году совместно с певицей Манижей выпустил концертный мини-альбом «Russian Woman Show», записанный во время их выступления на праздновании 800-летия Нижнего Новгорода.

## Участие в фестивалях
Европейской музыкальной индустрии Кирилл Рихтер известен благодаря участию во всемирно известных музыкальных фестивалях. Среди них немецкий фестиваль Reeperbahn, голландский Classical:Next, британский The Great Escape, где музыкант выступил на сцене, курируемой лондонским Royal Albert Hall, и получил ряд предложений от рекорд-лейблов и таких знаковых европейских площадок, как гамбургский концертный зал Elbphilharmonie.

## Работы в кино и на телевидении
В 2018 году портфолио Кирилла Рихтера пополнилось значительными работами для телевидения и кино. Американская телекомпания FOX Sports пригласила музыканта стать автором официальной темы к трансляциям чемпионата мира по Футболу FIFA 2018. Композиция, получившая название «Where Angels Fear to Tread — FOX Sports Original Soundtrack», по сути, стала гимном мирового спортивного события для телезрителей Северной и Южной Америки.
Композитор стал автором саундтреков к научно-фантастическому блокбастеру «Черновик», снятому по одноимённому роману Сергея Лукьяненко. Для драмы Ивана Твердовского «Подбросы/Jumpman», отмеченной призами фестиваля «Кинотавр», композитор записал альбом «Jumpman (Original Motion Picture Soundtrack)», в котором механистичное звучание классического струнного квартета передаёт «звуки безжалостного ночного города: гул трансформаторов, гудение люминесцентных ламп, звуки сирен».
В 2019 году композитор стал автором саундтрека для одного из короткометражных фильмов поэтического проекта актёра Анатолия Белого «Кинопоэзия». В 2020 композиция Кирилла «Механизмы» была использована Apple в рекламе своего ролика «Эрмитаж. Снято на iPhone 11 Pro — кинопутешествие по великому музею».

## Дискография
- Jumpman (Original Motion Picture Soundtrack) (EmuBands[англ.], 2018)
- Chronos (EmuBands[англ.], релиз в апреле 2019)